# 라쿠텐 TV
라쿠텐 TV(Rakuten TV)는 주문형 비디오(VOD) 및 무료 광고 지원 스트리밍 TV(FAST) 플랫폼으로, 구독, 대여, 구매를 위한 영화 및 TV 시리즈는 물론 현지 및 글로벌 콘텐츠가 혼합된 FAST 채널도 제공한다. 2019년부터 이 플랫폼은 사용자에게 TVOD, AVOD, SVOD 및 FAST를 통해 다양한 콘텐츠에 대한 액세스를 제공했다. 일본 회사인 라쿠텐이 소유하고 있다.
라쿠텐 TV의 VOD 카탈로그에는 워너 브라더스, 디즈니, 소니 픽처스 등 전 세계 스튜디오, 현지 배급사, 현지 및 글로벌 지향 콘텐츠를 제작하는 독립 레이블의 콘텐츠가 포함되어 있다. 마찬가지로 라쿠텐 TV의 FAST 채널 배포에는 자체적으로 라쿠텐이 큐레이트한 채널은 물론 FAST 채널과 전 세계 파트너가 운영하고 큐레이팅한 TV 채널이 모두 포함된다. 라쿠텐 TV의 콘텐츠는 대부분의 장치에서 스트리밍할 수 있으며 넷플릭스 및 기타 스트리밍 서비스와 유사한 서비스를 제공한다.
이 회사는 도쿄와 바르셀로나에 본사를 두고 있으며 현재 일본과 유럽 여러 국가에서 사업을 운영하고 있다. (올란드 제도, 알바니아, 오스트리아, 벨기에, 보스니아 헤르체고비나, 불가리아, 크로아티아, 키프로스, 체코, 덴마크, 에스토니아, 페로 제도, 핀란드, 프랑스, 독일, 그리스, 그린란드, 헝가리, 아이슬란드, 아일랜드, 이탈리아, 라트비아, 리투아니아, 룩셈부르크, 북마케도니아, 몰타, 몬테네그로, 네덜란드, 노르웨이, 폴란드, 포르투갈, 루마니아, 세르비아, 슬로바키아, 슬로베니아, 스페인, 스웨덴, 스위스, 영국, 우크라이나)
일본에서는 동영상 스트리밍 서비스인 '라쿠텐 쇼타임(Rakuten SHOWTIME)'이 2017년 7월 1일자로 사명을 '라쿠텐TV(Rakuten TV)'로 변경하고 이후 새로운 이름으로 운영되고 있다.
또한, 라쿠텐은 캘리포니아주 산마테오에 본사를 두고 일본 도쿄, 대한민국 서울 및 싱가포르에 추가 사무소를 두고 있는 또 다른 글로벌 주문형 비디오(VOD) 스트리밍 서비스인 라쿠텐 비키(Rakuten Viki)를 운영하고 있다. 라쿠텐 비키는 아시아 일부 지역에서 전 세계로 콘텐츠를 배포하는 데 중점을 두고 있다. 여기에는 일본, 대한민국, 중국 본토, 대만, 태국의 드라마, 버라이어티 쇼, 애니메이션이 포함된다.